# The Price of a Silver Fox
The Price of a Silver Fox è un cortometraggio muto del 1912 diretto da Lloyd B. Carleton.

## Produzione
Il film fu prodotto dalla Lubin Manufacturing Company.

## Distribuzione
Distribuito dalla General Film Company, il film - un cortometraggio in una bobina - uscì nelle sale statunitensi il 14 marzo 1912.